# Bidatsu
Cesarz Bidatsu (jap. 敏達天皇 Bidatsu tennō; ur. 538, zm. 14 września 585) — 30. cesarz Japonii według tradycyjnego porządku dziedziczenia.
Bidatsu panował w latach 572-585.
Według japońskiej kroniki Nihon shoki, za życia nosił imię Nunakurafu Totamashiki; imię Bidatsu nadano mu po śmierci.

## Życiorys
Bidatsu urodził się w 538. Był synem cesarza Kinmei i jego kuzynki, Iwahime (córki cesarza Senka). W 539 tron objął jego ojciec, Kinmei i wyznaczył on Bidatsu na swego następcę. W 572 zmarł Kinmei, a kilka dni po jego śmierci 34-letni Bidatsu został intronizowany.
Według Nihon-shoki, nim Bidatsu objął tron miał już sześć żon. Gdy w 572 na niego wstępował, poślubił cesarzową Hirohime, która zmarła w tym samym roku. Dlatego też Bidatsu koronował na cesarzową jedną ze swych dotychczasowych żon, księżniczkę Nukatabe, dziś znaną jako cesarzowa Suiko.
Bidatsu żył w czasach, kiedy w Japonii ogromną rolę odgrywała arystokracja. Za jego panowania trwał spór pomiędzy dwoma rodami, Soga i Mononobe, dotyczący akceptacji buddyzmu i roli tychże rodów w rozprzestrzenianiu się tej wiary w Japonii.
W polityce zagranicznej Bidatsu bezskutecznie usiłował przywrócić dawny wpływ Japonii na Koreę.
Bidatsu zmarł 14 września 585 w wieku 47 lat. Miał łącznie sześć żon i dwadzieścia czworo dzieci.
Mauzoleum cesarza Bidatsu znajduje się w Osaka. Nazywa się ono Kawachi no Shinaga no naka no o no misasagi.